# Riksgropen
För andra betydelser, se Riksgropen (olika betydelser).

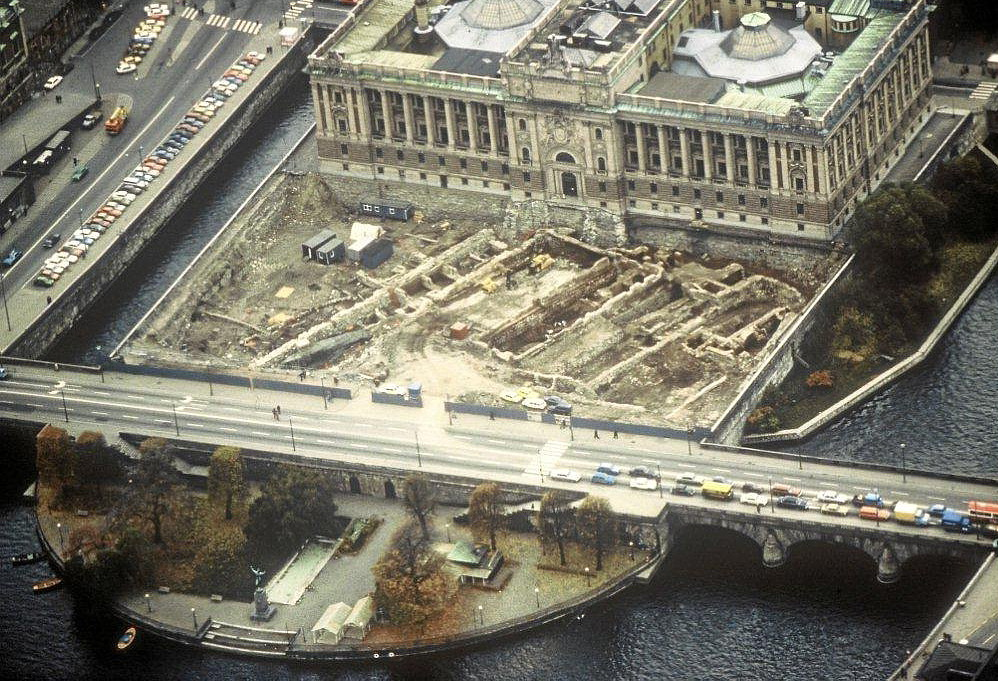
Riksgropen sommaren 1978.

Riksgropen var den populära benämningen på den grop som uppstod under de arkeologiska utgrävningarna av Riksplan framför Riksdagshuset på Helgeandsholmen i Stockholm.

## Beskrivning

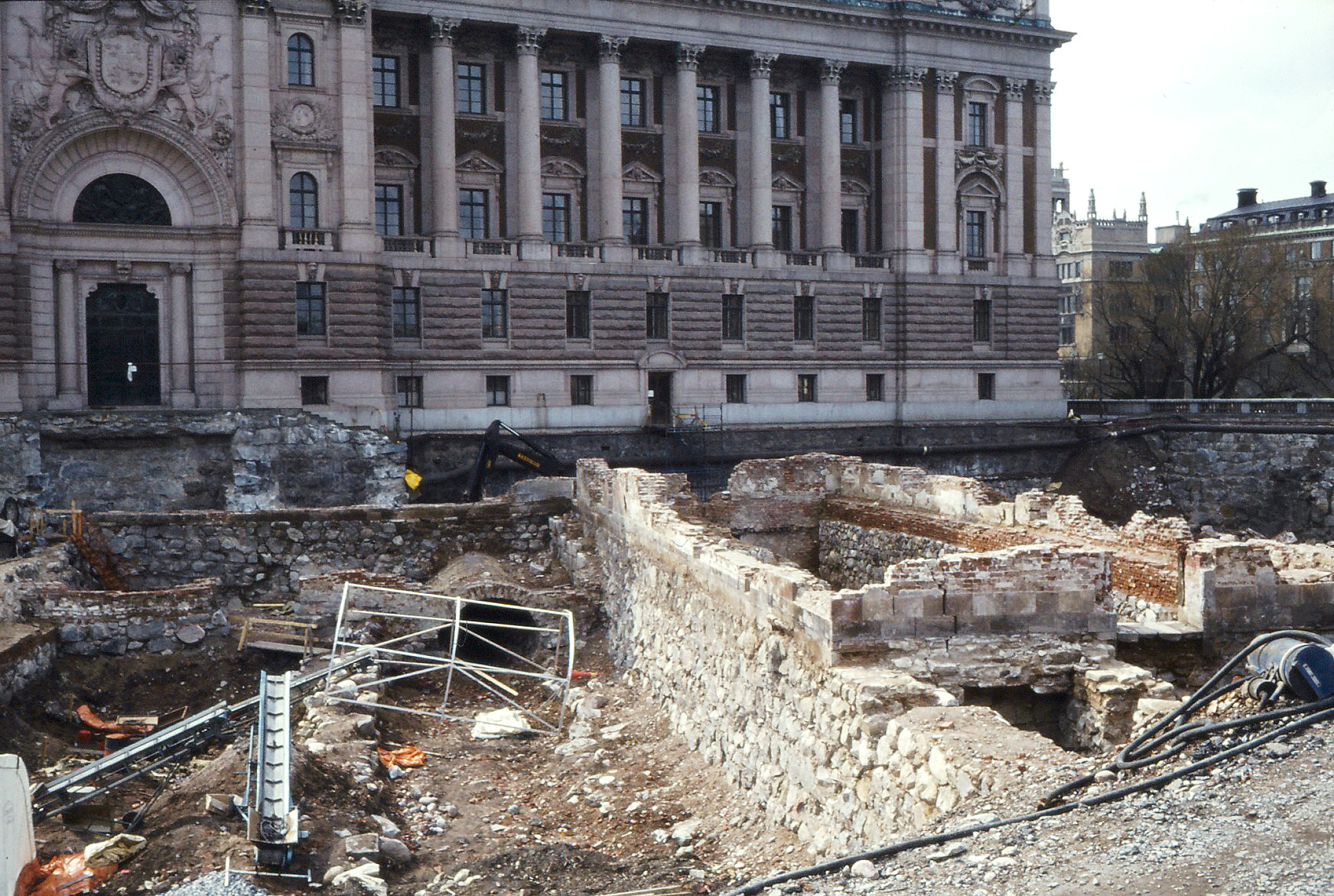
Riksgropen sommaren 1978.

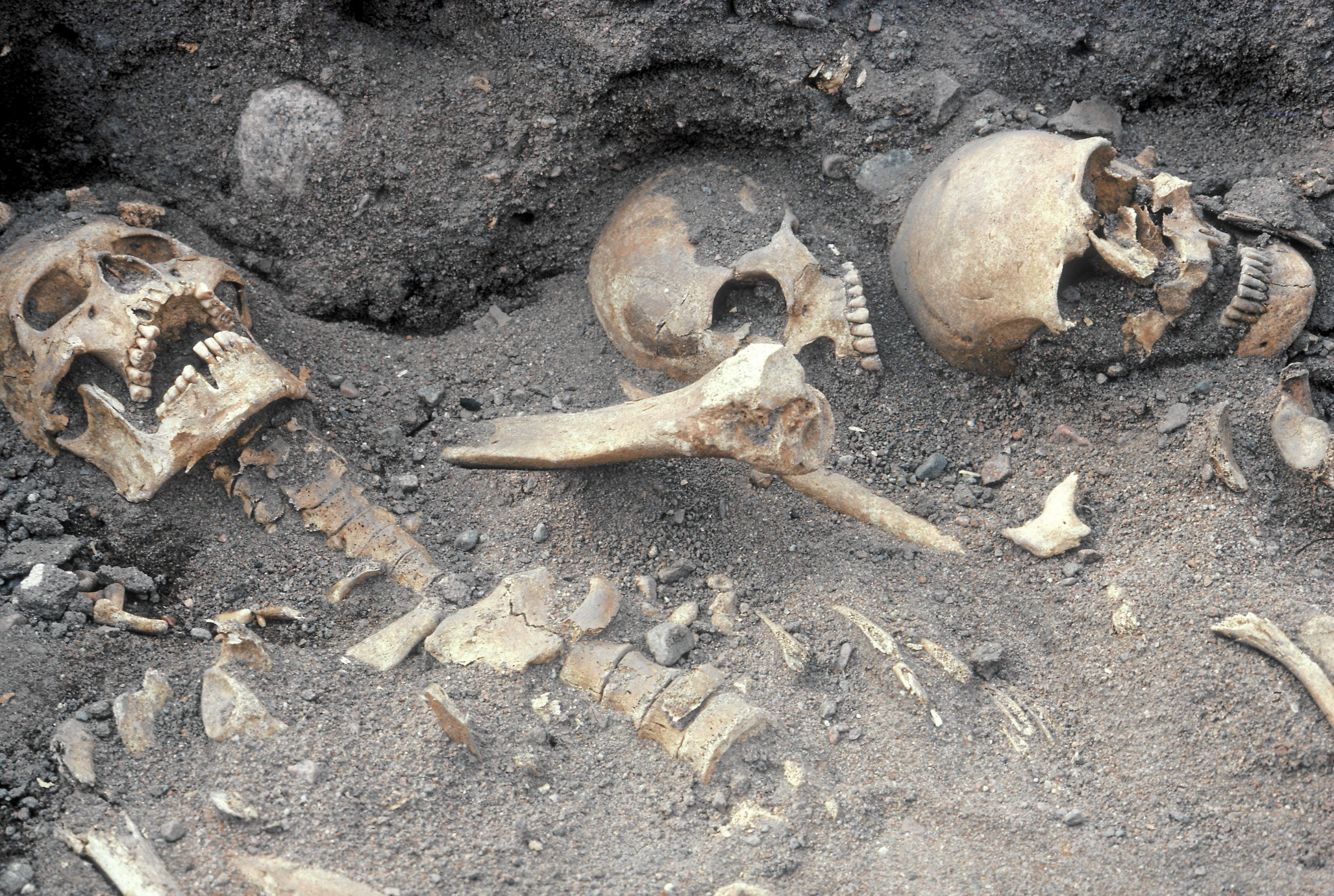
Skelett i Riksgropen.

I samband med ombyggnaden av Riksdagshuset under åren 1978–1983 planerades även ett stort garage under Riksplan, för riksdagens ledamöter och anställda. Innan garaget byggdes beslöt länsstyrelsen under våren 1978 att arkeologiska utgrävningar skulle företas, och att dessa skulle vara avslutade senast i november 1978. I själva verket kom undersökningarna att pågå under sammanlagt två och ett halvt år. Riksgropen existerade alltså från våren 1978 till hösten 1981. Arbetet och undersökningarna leddes av Anders Ödman och Marietta Douglas.
Vid schaktningsarbeten för de arkeologiska utgrävningarna påträffades husgrunder tillbaka till 1200-talet, rester av Stockholms stadsmur från 1500-talets början, elva båtar från fyra sekel och över 1 300 skelett från Helgeandshusets kyrkogård med cirka sju ton skelett. Därutöver fann arkeologerna rester efter Apoteket Morianen från 1600-talet och mängder med småfynd som mynt, glasflaskor, medeltida keramik och kritpipor.
Speciellt på grund av de fasta fornlämningar som påträffades trädde lagen om fornminnesskydd in. För att bevara de arkeologiska fynden för eftervärlden och göra allt tillgängligt för allmänheten fick garageplanerna avskrivas, och istället byggdes ett museum på platsen – Stockholms medeltidsmuseum. Museet under Norrbro på Helgeandsholmen byggdes kring följande tre fasta fornlämningar, som var tillgängliga för allmänheten fram till och med den 5 november 2023, då museet stängde efter det att Sveriges Riksdag sagt upp hyreskontraktet för museets lokaler från slutet av 2024:
- delar av Gustav Vasas stadsmur från 1530
- Helgeandshusets kyrkogård från 1300-talet med sju ton skelett från cirka 2 800 individer
- en "hemlig” gång från tidigt 1700-tal som gick från Kungliga slottet till hovstallet på Helgeandsholmen.

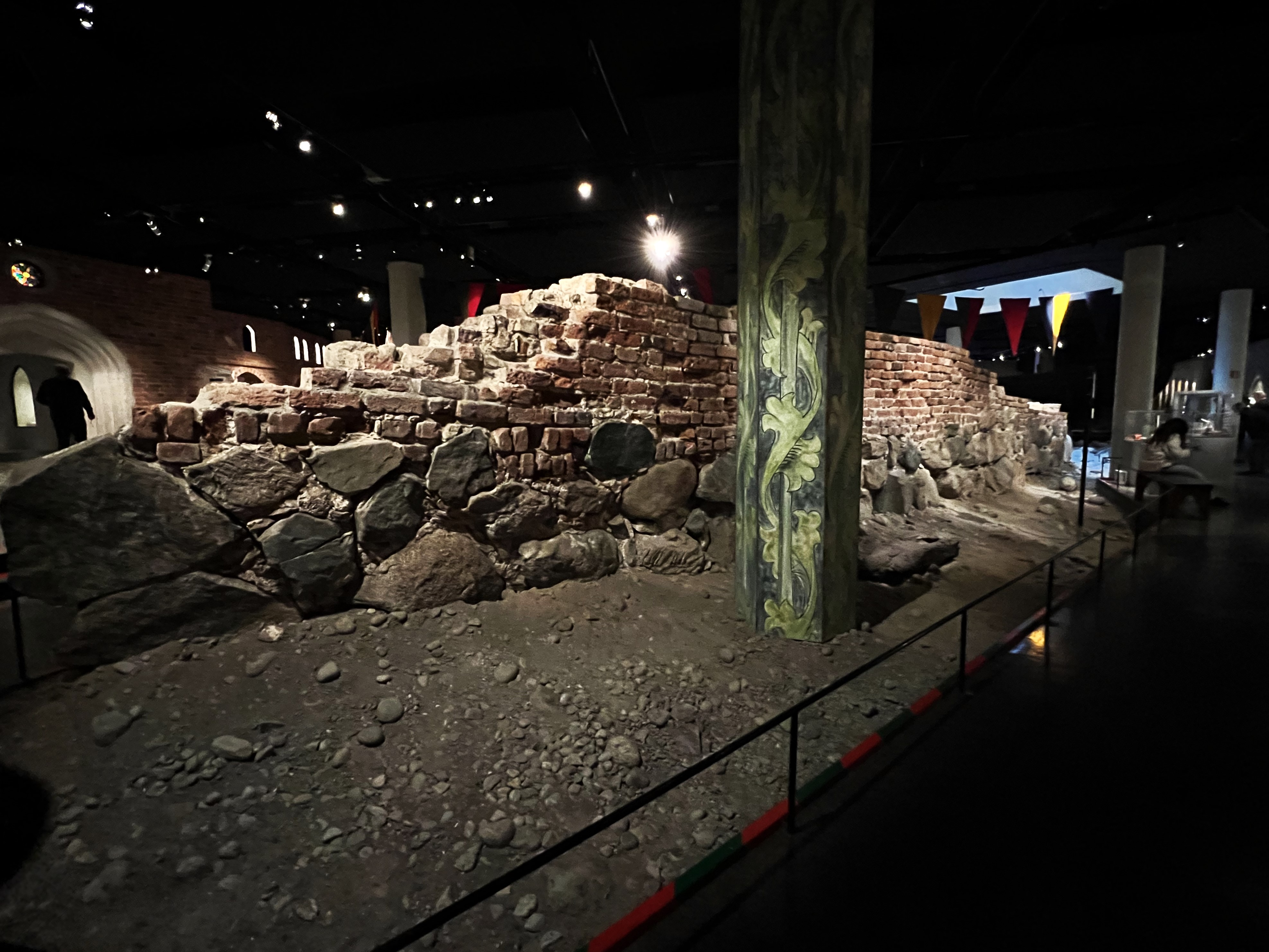
Delar av Gustav Vasas stadsmur
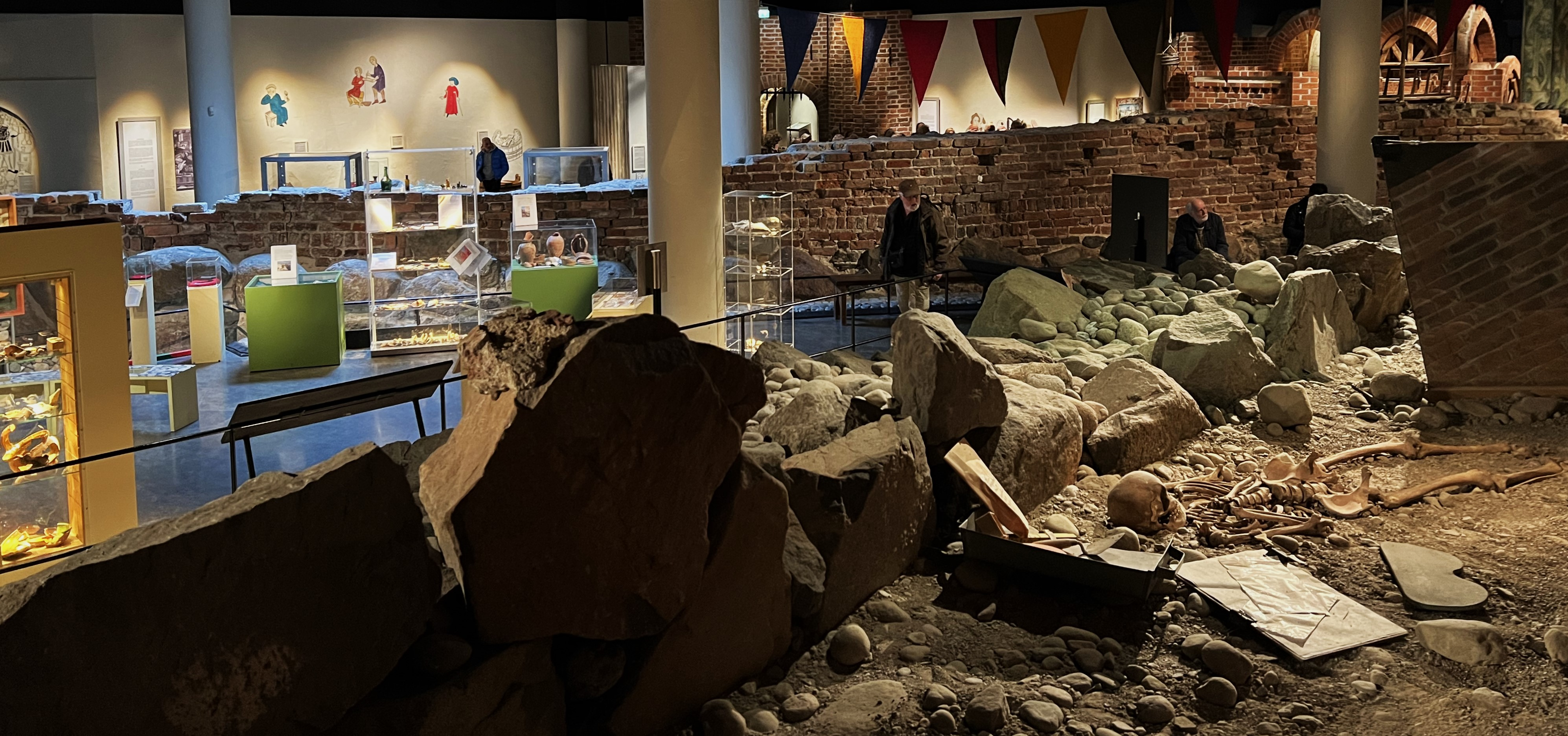
Helgeandshusets kyrkogård, i bakgrunden stadsmuren
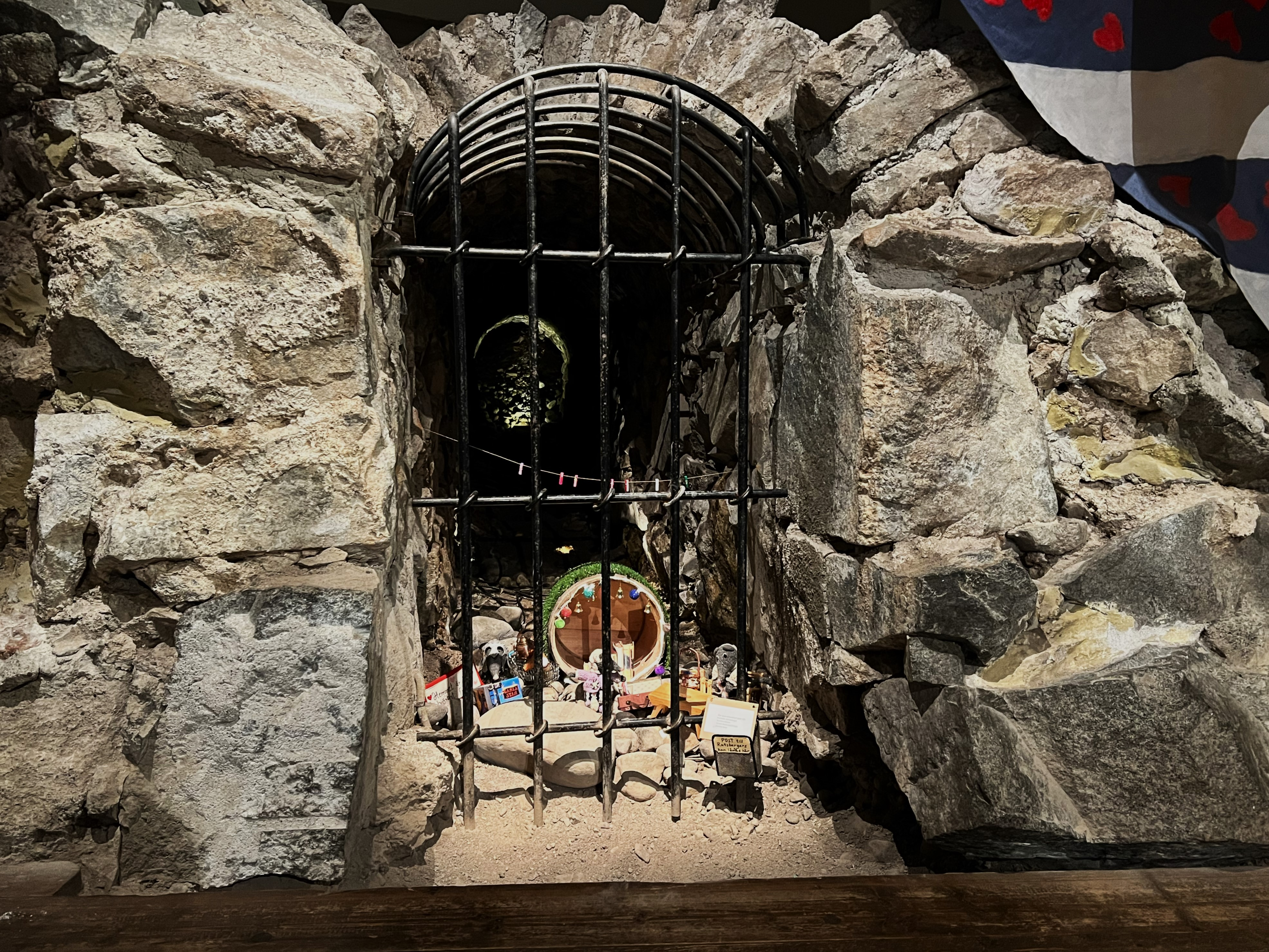
Gången mellan slottet och hovstallet